# Lacuna stratigrafica
Una lacuna stratigrafica è una discontinuità in una successione sedimentaria, dovuta a interruzione nel processo di sedimentazione (non deposizione) accompagnata a volte da erosione e/o da un cambiamento di geometria di sedimentazione.
Una successione sedimentaria è considerata concordante e continua quando è priva di lacune. Una successione può essere discontinua e concordante quando esiste una interruzione significativa della sedimentazione, ma al riprendere della stessa non ci sono strati più recenti che si trovano a essere geometricamente alla stessa altezza o al di sotto di strati più antichi. Una successione è discordante e discontinua, quando alla ripresa della sedimentazione gli strati più recenti hanno geometrie diverse e sono variamente in contatto con gli strati più antichi.